# Gerbrunn
Gerbrunn è un comune tedesco di 6 319 abitanti, situato nel land della Baviera.